# L'Homme aux léopards
L’Homme aux léopards (titre original : The Leopard Man's Story) est une nouvelle américaine de Jack London publiée aux États-Unis en 1903.

## Historique
La nouvelle est publiée initialement dans le magazine Leslie's Weekly en août 1903, avant d'être reprise dans le recueil Moon-Face & Others Stories en septembre 1906.

## Éditions

### Éditions en anglais
- The Leopard Man's Story, dans le magazine Leslie's Weekly, août 1903.
- The Leopard Man's Story, dans le recueil Moon-Face & Others Stories, un volume chez  The Macmillan Co, New York, septembre 1906

### Traductions en français
- L’Homme aux léopards, traduit par Louis Postif, in L'Intransigeant, quotidien, octobre 1933.
- L’Homme-aux-léopards, traduit par Louis Postif, in Mystère magazine, mensuel, août 1950.
- Le Récit de l’homme aux léopards, traduit par Louis Postif, in En rire ou en pleurer ?, recueil, 10/18, 1975.

## Sources
- (en) Jack London's Works by Date of Composition
- http://www.jack-london.fr/bibliographie